# カーロス・コンディット
カーロス・コンディット（Carlos Condit、1984年4月26日 - ）は、アメリカ合衆国の男性総合格闘家。ニューメキシコ州アルバカーキ出身。ジャクソンズMMA所属。元UFC世界ウェルター級暫定王者。元WEC世界ウェルター級王者。カルロス・コンディットとも表記される。

## 来歴
父親が民主党大統領候補ビル・リチャードソンの首席補佐官を務めたことのある厳格な家庭に生まれる。9歳からレスリングを始め、15歳の頃からグレッグ・ジャクソンの下で格闘技のトレーニングを始めた。
2002年9月6日、総合格闘技デビュー戦をリアネイキドチョークで一本勝ち。
2003年9月23日、シュートボクシングでアンディ・サワーと対戦し、5ラウンドに右ローキックでKO負け。
2005年10月2日、パンクラスで北岡悟と対戦し、ヒールホールドで一本負け。
2006年4月21日、Rumble on the Rock 9で行なわれたウェルター級（-79kg）トーナメント準決勝でフランク・トリッグに腕ひしぎ三角固めで一本勝ち。決勝ではジェイク・シールズに判定負け。
パンクラスで2006年7月28日に大石幸史、2006年9月16日に和田拓也から勝利を収める。
2007年3月24日、WEC世界ウェルター級王座決定戦でジョン・アレッシオと対戦し、チョークスリーパーで一本勝ちを収め王座獲得に成功した。
2008年8月3日、WEC 35で三浦広光相手に3度目の王座防衛を果たした。ファイト・オブ・ザ・ナイトを受賞した。
2009年3月1日にはWEC 39でのタイトルマッチでブロック・ラーソンと再戦予定であったがラーソンの怪我でキャンセルとなり、その後WECウェルター級のUFCへの移管に伴ってUFCに移籍した。

### UFC
2009年4月1日、UFC初参戦となったUFC Fight Night: Condit vs. Kampmannでマルティン・カンプマンと対戦し、1-2の判定負けを喫した。同年9月16日、UFC Fight Night: Diaz vs. Guillardでジェイク・エレンバーガーと対戦し、2-1の判定勝ち。
2010年6月12日、UFC 115でローリー・マクドナルドと対戦し、試合全体を通して劣勢となっていたが、試合時間残り7秒にパウンドで逆転のTKO勝ち。ファイト・オブ・ザ・ナイトを受賞した。
2010年10月16日、イングランドで開催されたUFC 120でダン・ハーディーと対戦し、左フックで1RKO勝ち。ノックアウト・オブ・ザ・ナイトを受賞した。
2011年7月2日、UFC 132でキム・ドンヒョンと対戦し、跳び膝蹴りでダウンを奪いパウンドで1RTKO勝ち。2試合連続のノックアウト・オブ・ザ・ナイトを受賞した。
2012年2月4日、UFC 143で行われたUFC世界ウェルター級暫定王座決定戦でニック・ディアスと対戦。常に距離を取り、的確に蹴りを浴びせ続けて、3-0の5R判定勝ちを収め王座獲得に成功した。試合後、コンディットの消極的な試合運びに、会場からはブーイングが沸き起こった。
2012年11月17日、UFC 154のUFC世界ウェルター級王座統一戦で正規王者ジョルジュ・サンピエールと対戦。3Rに左ハイキックでダウンを奪うも、終始テイクダウンからのパウンドで削られ、0-3の5R判定負けを喫し王座統一に失敗。敗れはしたものの、ファイト・オブ・ザ・ナイトを受賞した。
2013年3月16日、UFC 158でウェルター級ランキング1位のジョニー・ヘンドリックスと対戦。キレのある打撃をヒットさせる場面があったものの、数度テイクダウンを奪われるなど接戦となり、0-3の判定負け。敗れはしたものの、ファイト・オブ・ザ・ナイトを受賞した。
2013年8月28日、UFC Fight Night: Condit vs. Kampmann 2でウェルター級ランキング6位のマルティン・カンプマンと再戦し、4Rに首相撲からの膝蹴りでTKO勝ち。4年越しのリベンジを果たすと共に、3試合連続となるファイト・オブ・ザ・ナイトを受賞した。
2014年3月15日、UFC 171でウェルター級ランキング11位のタイロン・ウッドリーと対戦し、2Rに右膝を負傷してTKO負け。後日、右膝の前十字靭帯と半月板を負傷した事が発表され手術を受けた。
2015年5月30日、1年2ヶ月ぶりの復帰戦となったUFC Fight Night: Condit vs. Alvesでウェルター級ランキング12位のチアゴ・アウベスと対戦。肘打ちでアウベスの鼻を骨折させて2R終了時にドクターストップでTKO勝ち。
2016年1月2日、UFC 195のUFC世界ウェルター級タイトルマッチで王者ロビー・ローラーに挑戦。手数で差を付け、ダウンを奪うなど優勢に試合を進めたものの、5Rにローラーの猛反撃を受け、1-2（48-47、47-48、47-48）の5R判定負けを喫し王座獲得に失敗。ファイト・オブ・ザ・ナイトを受賞した。海外MMAメディアサイトの採点では20人中15人の記者がコンディットの勝利を支持した。
2016年8月27日、UFC on FOX 21でウェルター級ランキング3位のデミアン・マイアと対戦し、試合開始早々にテイクダウンを奪われ、リアネイキドチョークで1R一本負け。
2017年12月30日、1年4ヶ月の復帰戦となったUFC 219でウェルター級ランキング12位のニール・マグニーと対戦し、0-3の判定負け。
2018年12月29日、UFC 232でマイケル・キエーザと対戦し、キムラロックで2R一本負け。5連敗となった。
2020年10月4日、約1年10ヶ月ぶりの復帰戦となったUFC on ESPN: Holm vs. Aldanaでコート・マッギーと対戦し、3-0の判定勝ち。連敗を5でストップし、約5年4ヶ月ぶりの白星となった。
2021年1月16日、UFC on ABC: Holloway vs. Kattarでマット・ブラウンと対戦し、3-0の判定勝ち。
2021年9月16日、総合格闘技からの引退を発表。

## 人物・エピソード
- 2017年8月、地元アルバカーキに「ハンドレッド・ハンズ・クラフト・コーヒー」というカフェをオープンした[8]。
- 2010年に結婚し、同年に男児を一人設けている。

## 戦績

### 総合格闘技
| 総合格闘技 戦績 | 総合格闘技 戦績 | 総合格闘技 戦績 | 総合格闘技 戦績 | 総合格闘技 戦績 | 総合格闘技 戦績 | 総合格闘技 戦績 |
| --------------- | --------------- | --------------- | --------------- | --------------- | --------------- | --------------- |
| 46 試合         | (T)KO           | 一本            | 判定            | その他          | 引き分け        | 無効試合        |
| 32 勝           | 15              | 13              | 4               | 0               | 0               | 0               |
| 14 敗           | 1               | 6               | 7               | 0               | 0               | 0               |

| 勝敗 | 対戦相手                 | 試合結果                           | 大会名                                                           | 開催年月日     |
| ×    | マックス・グリフィン     | 5分3R終了 判定0-3                  | UFC 264: Poirier vs. McGregor 3                                  | 2021年7月10日  |
| ○    | マット・ブラウン         | 5分3R終了 判定3-0                  | UFC on ABC 1: Holloway vs. Kattar                                | 2021年1月16日  |
| ○    | コート・マッギー         | 5分3R終了 判定3-0                  | UFC on ESPN 16: Holm vs. Aldana                                  | 2020年10月4日  |
| ×    | マイケル・キエーザ       | 2R 0:56 キムラロック               | UFC 232: Jones vs. Gustafsson 2                                  | 2018年12月29日 |
| ×    | アレックス・オリベイラ   | 2R 3:17 ギロチンチョーク           | UFC on FOX 29: Poirier vs. Gaethje                               | 2018年4月14日  |
| ×    | ニール・マグニー         | 5分3R終了 判定0-3                  | UFC 219: Cyborg vs. Holm                                         | 2017年12月30日 |
| ×    | デミアン・マイア         | 1R 1:52 リアネイキドチョーク       | UFC on FOX 21: Maia vs. Condit                                   | 2016年8月27日  |
| ×    | ロビー・ローラー         | 5分5R終了 判定1-2                  | UFC 195: Lawler vs. Condit 【UFC世界ウェルター級タイトルマッチ】 | 2016年1月2日   |
| ○    | チアゴ・アウベス         | 2R終了時 TKO（ドクターストップ）   | UFC Fight Night: Condit vs. Alves                                | 2015年5月30日  |
| ×    | タイロン・ウッドリー     | 2R 2:00 TKO（右膝の負傷）          | UFC 171: Hendricks vs. Lawler                                    | 2014年3月15日  |
| ○    | マルティン・カンプマン   | 4R 0:54 TKO（膝蹴り）              | UFC Fight Night: Condit vs. Kampmann 2                           | 2013年8月28日  |
| ×    | ジョニー・ヘンドリックス | 5分3R終了 判定0-3                  | UFC 158: St-Pierre vs. Diaz                                      | 2013年3月16日  |
| ×    | ジョルジュ・サンピエール | 5分5R終了 判定0-3                  | UFC 154: St-Pierre vs. Condit 【UFC世界ウェルター級王座統一戦】  | 2012年11月17日 |
| ○    | ニック・ディアス         | 5分5R終了 判定3-0                  | UFC 143: Diaz vs. Condit 【UFC世界ウェルター級暫定王座決定戦】   | 2012年2月4日   |
| ○    | キム・ドンヒョン         | 1R 2:58 TKO（跳び膝蹴り→パウンド） | UFC 132: Cruz vs. Faber                                          | 2011年7月2日   |
| ○    | ダン・ハーディー         | 1R 4:27 KO（左フック）             | UFC 120: Bisping vs. Akiyama                                     | 2010年10月16日 |
| ○    | ローリー・マクドナルド   | 3R 4:53 TKO（パウンド）            | UFC 115: Liddell vs. Franklin                                    | 2010年6月12日  |
| ○    | ジェイク・エレンバーガー | 5分3R終了 判定2-1                  | UFC Fight Night: Diaz vs. Guillard                               | 2009年9月16日  |
| ×    | マルティン・カンプマン   | 5分3R終了 判定1-2                  | UFC Fight Night: Condit vs. Kampmann                             | 2009年4月1日   |
| ○    | 三浦広光                 | 4R 4:43 TKO（膝蹴り→パウンド）     | WEC 35: Condit vs. Miura 【WEC世界ウェルター級タイトルマッチ】   | 2008年8月3日   |
| ○    | カーロ・プラター         | 1R 3:48 フロントチョーク           | WEC 32: Condit vs. Prater 【WEC世界ウェルター級タイトルマッチ】  | 2008年2月13日  |
| ○    | ブロック・ラーソン       | 1R 2:21 TKO（パウンド）            | WEC 29: Condit vs. Larson 【WEC世界ウェルター級タイトルマッチ】  | 2007年8月5日   |
| ○    | ジョン・アレッシオ       | 2R 4:59 チョークスリーパー         | WEC 26: Condit vs. Alessio 【WEC世界ウェルター級王座決定戦】     | 2007年3月24日  |
| ○    | カイル・ジェンセン       | 1R 2:10 チョークスリーパー         | WEC 25: McCullough vs. Cope                                      | 2007年1月20日  |
| ○    | 田中達憲                 | 1R 2:13 KO（踏みつけ）             | PANCRASE 2006 BLOW TOUR                                          | 2006年10月25日 |
| ○    | 和田拓也                 | 3R 4:22 チキンウィングアームロック | PANCRASE 2006 BLOW TOUR                                          | 2006年9月16日  |
| ○    | 大石幸史                 | 3R 1:01 TKO（負傷）                | PANCRASE 2006 BLOW TOUR                                          | 2006年7月28日  |
| ×    | パット・ヒーリー         | 3R 2:52 チョークスリーパー         | Extreme Wars 3                                                   | 2006年6月3日   |
| ×    | ジェイク・シールズ       | 5分3R終了 判定0-3                  | Rumble on the Rock 9 【ウェルター級トーナメント 決勝】           | 2006年4月21日  |
| ○    | フランク・トリッグ       | 1R 1:22 腕ひしぎ三角固め           | Rumble on the Rock 9 【ウェルター級トーナメント 準決勝】         | 2006年4月21日  |
| ○    | ヘナート・ヴェリッシモ   | 1R 0:17 TKO（膝蹴り）              | Rumble on the Rock 8 【ウェルター級トーナメント 1回戦】          | 2006年1月20日  |
| ○    | ロス・エバネス           | 1R 1:27 TKO（パンチ連打）          | Rumble on the Rock: Just Scrap                                   | 2005年11月5日  |
| ×    | 北岡悟                   | 1R 3:57 ヒールホールド             | PANCRASE 2005 SPIRAL TOUR                                        | 2005年10月2日  |
| ○    | イジドロ・ゴンザレス     | 1R 腕ひしぎ十字固め                | Ring of Fire 19: Showdown                                        | 2005年9月10日  |
| ○    | マサキ・タクヒー         | 1R 4:35 KO（ハイキック）           | Professional No Rules Fighting: Demolition                       | 2005年6月18日  |
| ○    | ランディ・ハワー         | チョーク                           | Fightworld 3                                                     | 2004年11月27日 |
| ○    | ウィル・ブラッドフォード | 1R 1:30 TKO（パンチ連打）          | Independent Event                                                | 2004年11月13日 |
| ×    | カーロ・プラター         | 1R 2:51 三角絞め                   | Fightworld 2                                                     | 2004年9月11日  |
| ○    | ブランドン・メレンデス   | 1R 0:50 三角絞め                   | Ring of Fire 12: Nemesis                                         | 2004年5月22日  |
| ○    | ジャーヴィス・ブレナマン | 1R 0:34 チョークスリーパー         | Independent Event                                                | 2004年2月28日  |
| ○    | ブラッド・ガム           | 1R 1:11 TKO（パンチ連打）          | Ring of Fire 11: Bring it On                                     | 2004年1月10日  |
| ○    | デビッド・リンドメイヤー | 1R 0:46 腕ひしぎ十字固め           | KOTC 26: Gladiator Challenge                                     | 2003年8月3日   |
| ○    | タイレル・マッケルロイ   | 1R 2:49 チョーク                   | Triple Threat: Fight Night 1                                     | 2003年4月6日   |
| ○    | アンソニー・サモラ       | 1R 0:29 TKO（パンチ連打）          | Fresquez Productions                                             | 2003年3月15日  |
| ○    | トミー・グージュ         | 1R 0:45 腕ひしぎ十字固め           | Reality Fighting Championships 1                                 | 2003年1月25日  |
| ○    | ニック・ロスコラ         | 1R 0:52 チョークスリーパー         | Aztec Challenge 1                                                | 2002年9月6日   |

### キックボクシング
| 勝敗 | 対戦相手         | 試合結果                   | 大会名                              | 開催年月日    |
| ×    | アンディ・サワー | 5R 2:43 KO（右ローキック） | SHOOT BOXING "S" of the World Vol.5 | 2003年9月23日 |

## 獲得タイトル
- 第5代WEC世界ウェルター級王座（2006年）
- UFC世界ウェルター級暫定王座（2012年）

## 表彰
- ブラジリアン柔術 茶帯
- UFC ファイト・オブ・ザ・ナイト（5回）
- UFC ノックアウト・オブ・ザ・ナイト（2回）
- WEC ファイト・オブ・ザ・ナイト（1回）